# Damiens
Damiens byla česká hudební skupina, kterou založili roku 1997 bratři Ladislav Křížek a Miroslav Křížek.
V roce 1998 úspěšně odstartoval kariéru skupiny Damiens singl Lásko měj se. V březnu 1999 jim vyšlo první album pod názvem Křídla. Album bylo oceněno zlatou deskou. Natáčelo se u Jana Němce v Hannoveru. V roce 2000 vyšlo druhé album Svět zázraků, které bylo také oceněno zlatou deskou za prodej 25 000 ks nosičů. Další zlatou desku skupina obdržela za prodej alba Nechci zůstat sám. Dnes už skupina neexistuje.

## Ocenění
- 1999 – v anketě Český slavík získali titul Skokan roku.
- 1999 – čtenářská anketa časopisu BRAVO – ' "Zlatý Otto" – 10. místo v kategorii POP DANCE

## Diskografie a seznam písní
- 1999 Křídla (album) – Popron Music, CD
- 1999 Křídla - Zlatý bonus – Popron Music, CD
- 2000 Svět zázraků – Popron Music, CD
- 2000 Nashledanou 2000 – Popron Music, CD
- 2000 Svět zázraků - Nashledanou – Popron Music, CD
- 2002 Nechci zůstat sám (album) – Popron Music, MC, CD
- 2003 Největší hity (Damiens) – Popron Music, MC, CD

## Kompilace
- 1999 České hity 90. let – Monitor - EMI – (2CD) – Mám tě rád
- 1999 Největší české hity 90. let – Monitor - EMI – Mám tě rád
- 1999 Formule pop '99 – Český rozhlas -18. Lásko, měj se
- 1999 Pohádkové Vánoce s českou muzikou – Popron Music
- 2001 Vánoční – Popron Music
- 2002 České super hity 5 – Popron Music
- 2002 Šťavnatý Haribo hity – Popron Music
- 2004 CZ NO.1 – EMI - 11. Mám tě rád
- 2005 Hity z české diskotéky – Popron Music -07. Vzdálená